# 小式部内侍

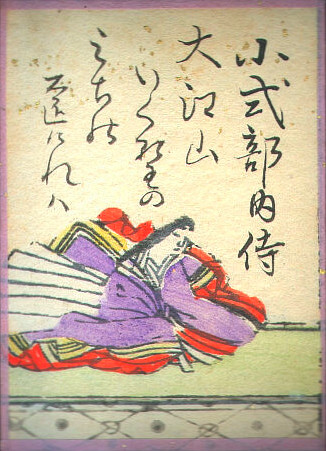
小式部内侍

小式部内侍（こしきぶ の ないし、長保元年（999年）頃 - 万寿2年（1025年）11月）は、平安時代の女流歌人。掌侍。女房三十六歌仙の一人。父は橘道貞、母は和泉式部。母の和泉式部と共に一条天皇の中宮・彰子に出仕した。そのため、母式部と区別するために「小式部」という女房名で呼ばれるようになった。

## 経歴
母同様恋多き女流歌人として、藤原教通・藤原頼宗・藤原範永・藤原定頼など多くの高貴な男性との交際で知られる。教通との間には静円、範永との間には娘をもうけている。万寿2年、藤原公成の子（頼忍阿闍梨）を出産した際に20代で死去し、周囲を嘆かせた。この際母の和泉式部が詠んだ歌
は、哀傷歌の傑作として有名である。
小式部内侍の逸話は、下記の「大江山」の歌のエピソード、また教通との恋のエピソードを中心に、『十訓抄』や『古今著聞集』など、多くの説話集に採られている。また『無名草子』にも彼女に関する記述があり、理想的な女性として賞賛されている。

## 伝承
母の和泉式部は小式部内侍を妊娠した時に郷里の因幡国湖山へと戻っていた。和泉式部は安産祈願の為、現在の鳥取市鹿野町鹿野にある住吉神社へ17日間に亘って参詣し、内侍は鹿野町水谷で誕生したとされる。住吉神社の西にはその際の産湯に使われたとされる井戸が残っている。

## 小式部内侍の歌
この歌は『金葉和歌集』にも収録されているが、そちらは「ふみもまだ見ず」となっており、百人一首とは語順が異なる。

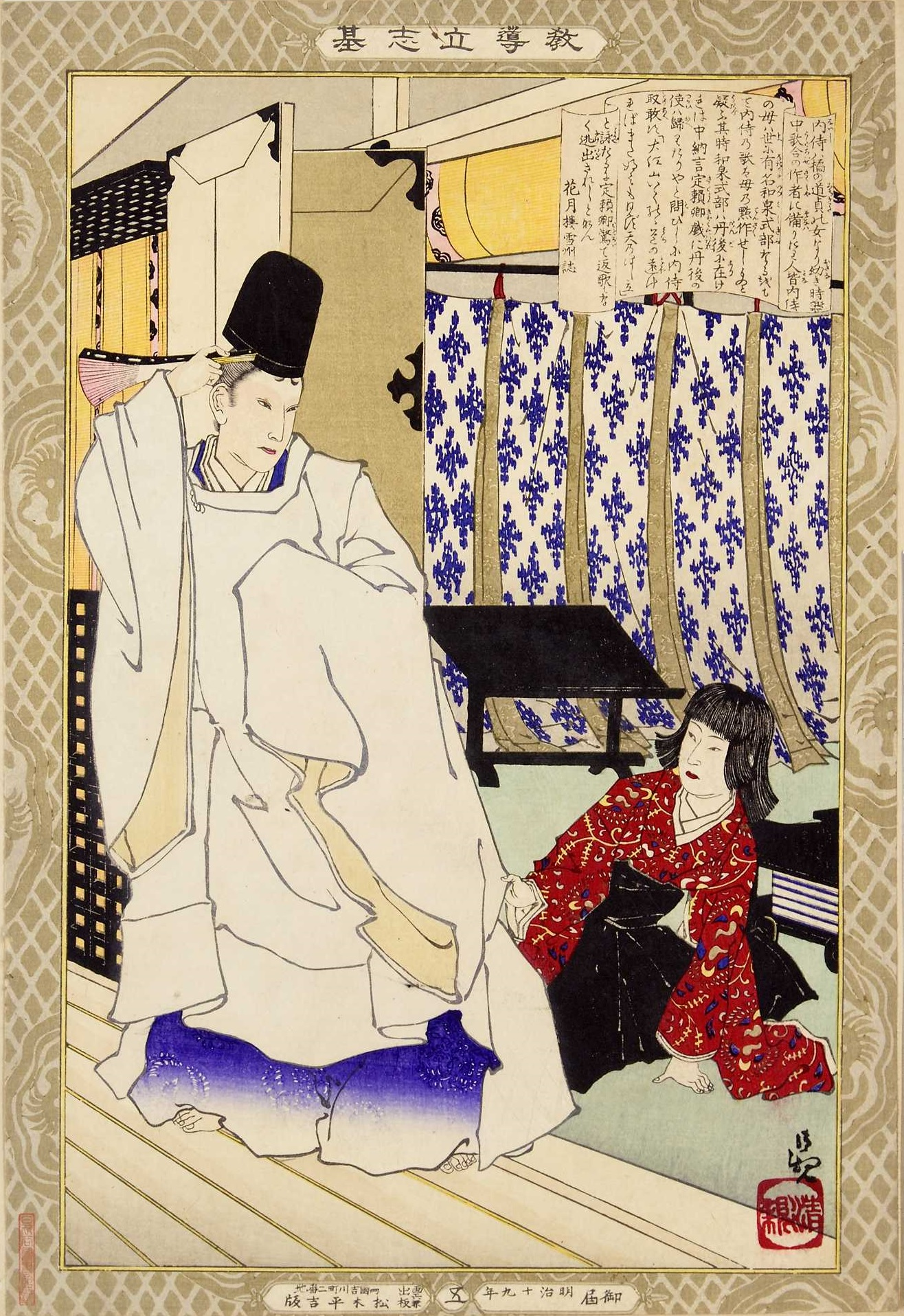
「教導立志基」より『小式部内侍』
小林清親筆

当時、小式部内侍の歌は母が代作しているという噂があった。小式部内侍は歌合に歌を詠進することになったが、母は再婚相手で丹後守に任じられた藤原保昌とともに丹後に下っていた。そのため、四条中納言（藤原定頼）は小式部内侍に「代作を頼む使者は出しましたか。使者は帰って来ましたか」などとからかったのだが、小式部内侍は即興でこの歌を詠んだ。意味としては「大江山（大枝山）を越えて、近くの生野へと向かう道のりですら行ったことがないので（または、大江山に向かって行く野の道・大江山の前の生野への道が遠くて、大江山の向こうの）、まだ母のいる遠い天の橋立の地を踏んだこともありませんし、母からの手紙もまだ見ていません」であり、「行く野・生野」「文・踏み」の巧みな掛詞を使用しつつ、当意即妙の受け答えが高く評価された。四条中納言もまた小倉百人一首に選ばれているほどの歌人であったが、当時歌を詠まれれば返歌を行うのが礼儀であり習慣であったにもかかわらず、狼狽のあまり返歌も出来ずに立ち去ってしまい恥を掻き、この一件以後小式部内侍の歌人としての名声は高まったという。